# Clovis (no.2)
Clovis (no.2) — метеорит-хондрит масою 7 700 грам.